# Adetus abruptus
Adetus abruptus es una especie de escarabajo del género Adetus, familia Cerambycidae. Fue descrita científicamente por Belon en 1902.
Habita en Bolivia. Los machos y las hembras miden aproximadamente 6-8 mm.